# Joan Bennett
Joan Bennett, född 27 februari 1910 i Fort Lee i New Jersey, död 7 december 1990 i Scarsdale i New York, var en amerikansk skådespelare inom film, television och teater. Bennett medverkade i över 70 filmer, under såväl ljud- som stumfilmseran. Hon är främst känd för sina femme fatale-roller i Fritz Langs noirfilmer som Människojakt (1941), Kvinnan i fönstret (1944) och Kvinna i rött (1945).

## Biografi
Joan Bennett var dotter till skådespelarna Richard Bennett och Adrienne Morrison samt syster till skådespelarna Constance och Barbara Bennett.
Bennett fick sin skolgång först vid en internatskola i Connecticut och sedan en flickpension i Versailles i Frankrike. Hon gjorde scendebut med sin far i Jarnegan (1928). Samma år begav hon sig till Hollywood, där hon först fick några mindre roller innan det stora genombrottet kom 1929 med filmen Bulldog Drummond mot Ronald Colman. En framgångsrik karriär följde. 1940 gifte hon sig med filmproducenten Walter Wanger och hon gjorde sina allra bästa filmer under hans överinseende, ofta i roller som "femme fatale", däribland i Hämnaren från Alcatraz (1940), Kvinna i rött (1945) och Kvinna i fara (1949).
Hon gifte sig första gången som 16-åring, blev mor vid 17 och skilde sig när hon var 18. Hennes andra äktenskap var med producenten Gene Markey, åren 1932-1937. 1952 arresterades Wanger, hennes tredje man, anklagad för att ha skjutit och sårat hennes agent, Jennings Lang, i ett svartsjukedrama. Bennett och Wanger skilde sig 1963. 1978 gifte hon sig för fjärde gången, med filmrecensenten David Wilde, och de förblev gifta fram till hennes död 1990.
Bennett har en filmstjärna på Hollywood Walk of Fame vid adressen 6300 Hollywood Blvd.

## Filmografi i urval
- 1929 – Bulldog Drummond

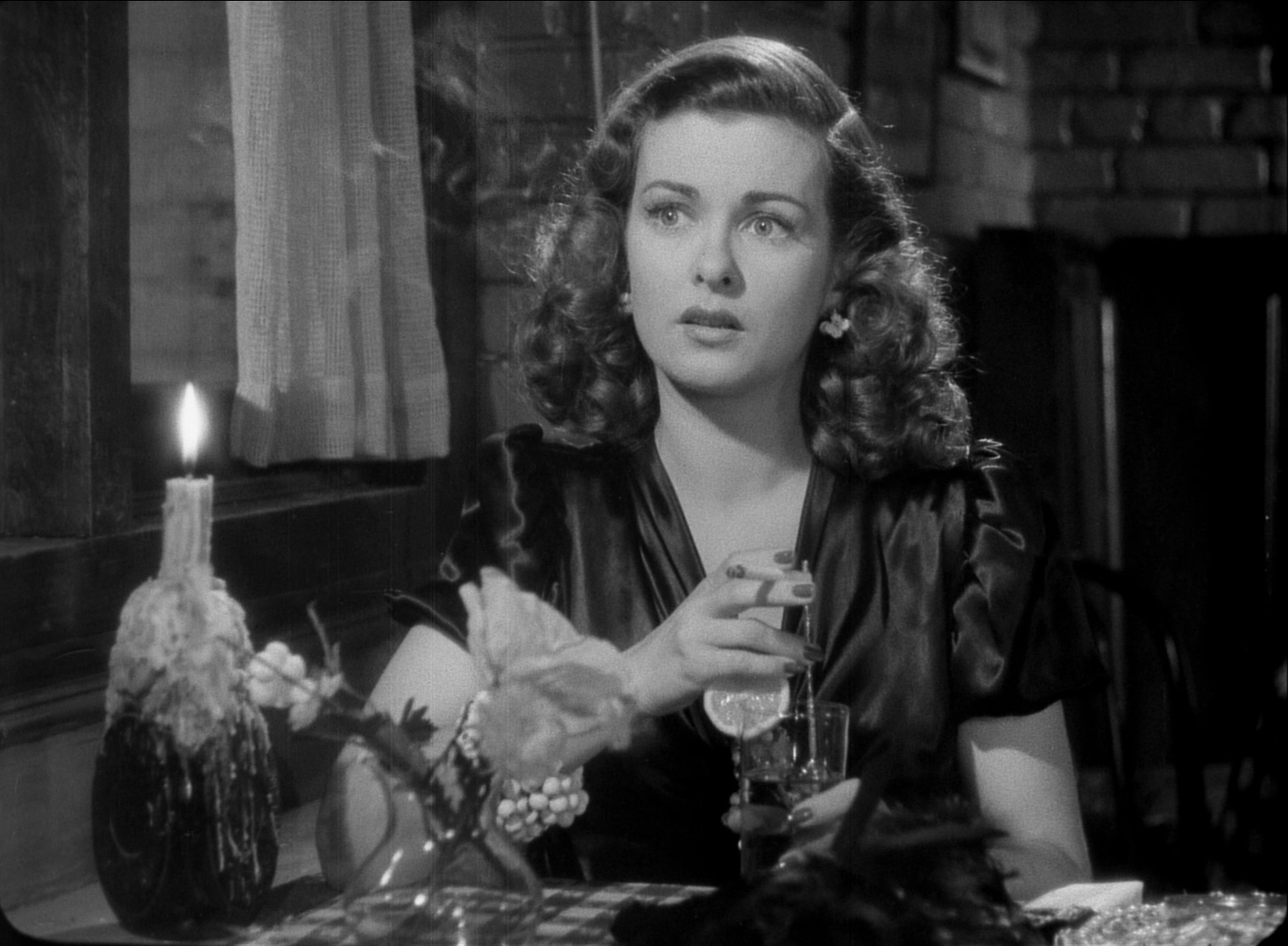
Joan Bennett i Kvinna i rött (1945).

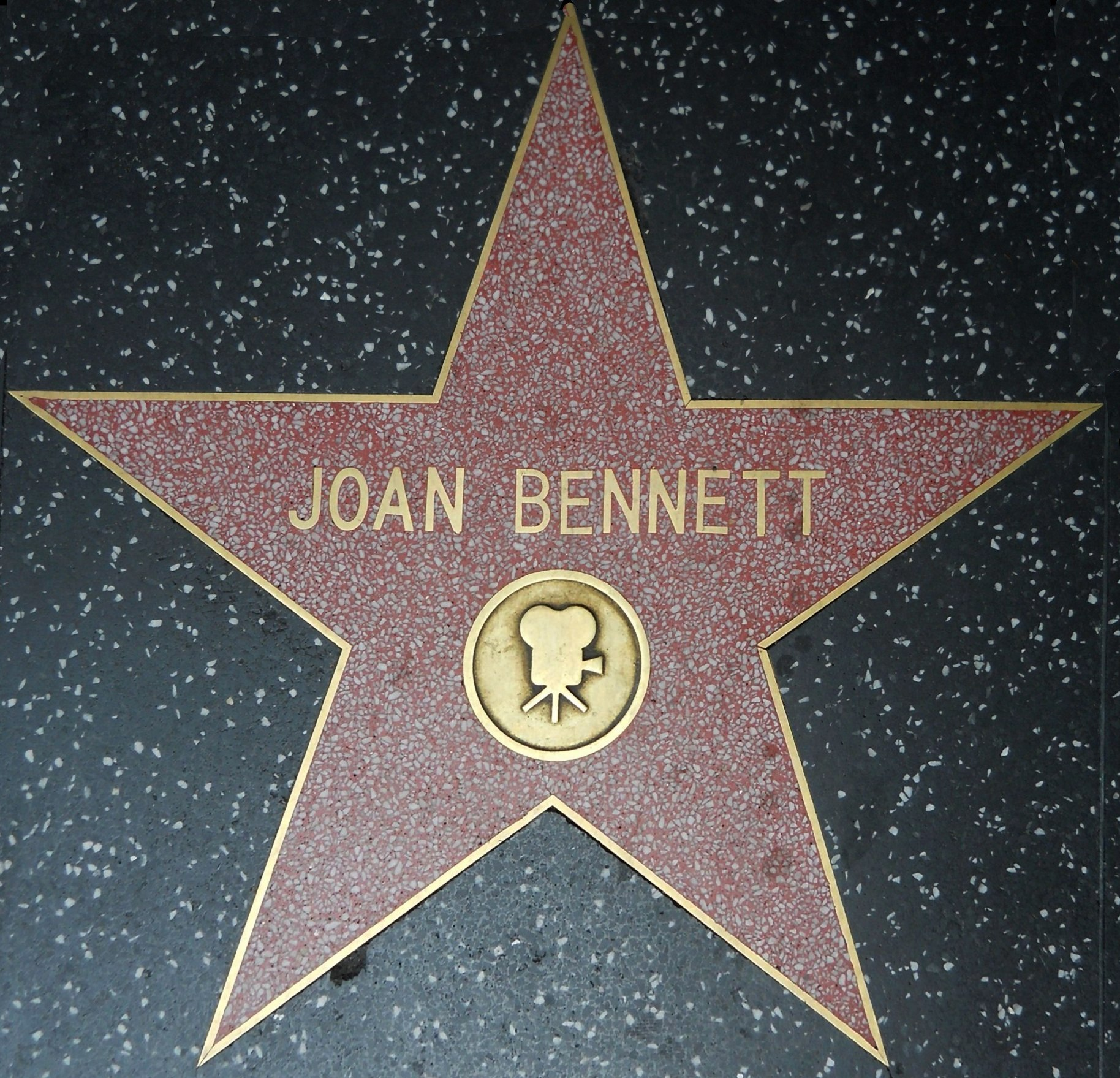
Joan Bennetts stjärna på Hollywood Walk of Fame.

- 1929 – Lady Hamiltons kärlekssaga (ej krediterad)
- 1929 – Disraeli
- 1932 – Me and My Gal
- 1933 – Unga kvinnor
- 1935 – Enskilt område
- 1936 – Big Brown Eyes
- 1939 – Mannen med järnmasken
- 1940 – Hämnaren från Alcatraz
- 1940 – Monte Christos son
- 1941 – Människojakt
- 1941 – När vildmarken kallar
- 1944 – Kvinnan i fönstret
- 1945 – Kvinna i rött
- 1947 – Under Afrikas himmel
- 1947 – Vrakspillror
- 1947 – Den låsta dörren
- 1948 – Ärret
- 1949 – Kvinna i fara
- 1950 – Brudens fader
- 1950 – Änglar på vift
- 1951 – Morfar opp i dagen
- 1955 – Trasiga änglar
- 1955 – There's Always Tomorrow
- 1966–1971 – Dark Shadows (TV-serie) (389 avsnitt)
- 1970 – Vampyrens hus
- 1977 – Flykten från helvetet